# Джек Остерлак
Джастус Кінлох Айрес «Джек» Оостерлаак (англ. Justus Kinloch Ayres «Jack» Oosterlaak; нар. 15 січня 1896 — пом. 5 червня 1968)  — південноафриканський легкоатлет, срібний призер Олімпійських ігор в естафеті з бігу 4×400 метрів (1920).

## Біографія
Народився 15 січня 1896 року в місті Веллінгтон Західна Капська провінція, Південна Африка.
Учасник Олімпійських ігор 1920 року в Антверпені (Бельгія). Брав участь в легкоатлетичних змаганнях: біг на 100 і 400 метрів, естафета 4×100 та 4×400 метрів.
23 серпня 1920 року в фінальній естафеті 4×400 метрів разом з Кларенсом Олдфілдом, Генрі Дафелом і Бевілом Раддом посів друге місце, виборовши срібну олімпійську медаль.
Помер 5 червня 1968 року в місті Преторія, провінція Ґаутенг.